# Haut président

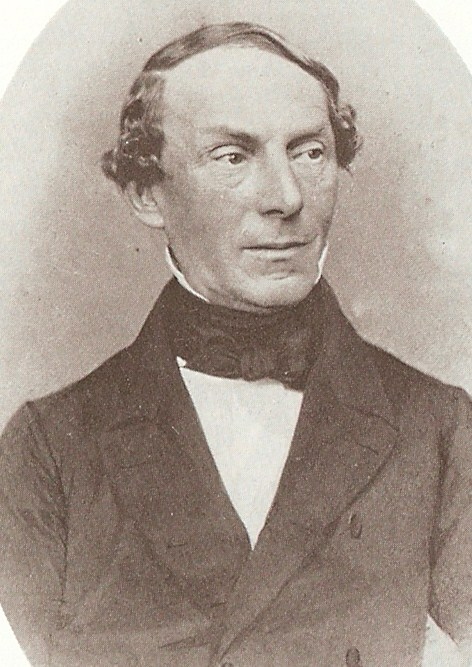
, haut président de la province de Rhénanie de 1858 à 1871.

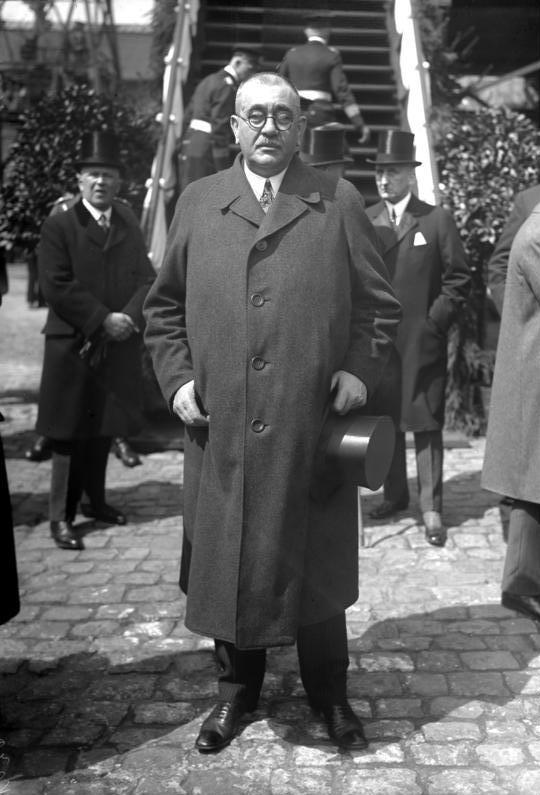
Gustav Noske (SPD), haut président de la province de Hanovre de 1920 à 1933.

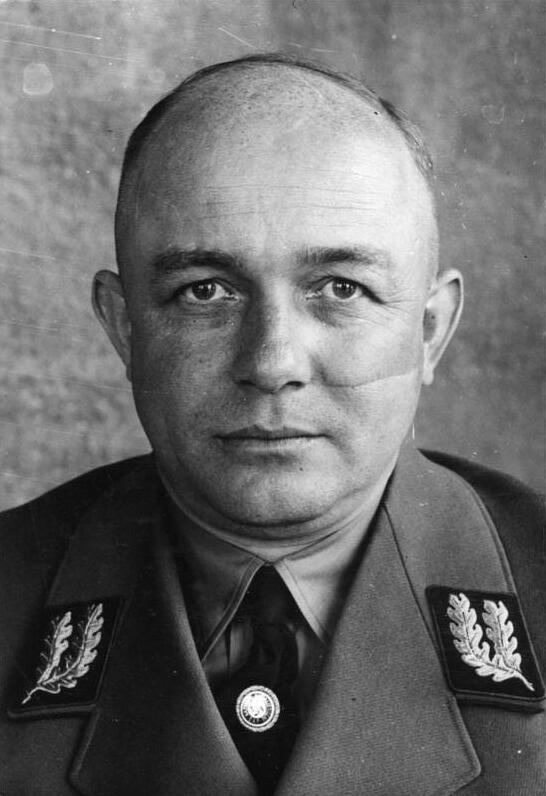
Helmuth Brückner (du parti nazi), haut président de la province de Silésie, 1933-1934.

Haut président (Oberpräsident, également Oberregierungspräsident) était le titre porté par le plus haut représentant de l'État de Prusse au sein d'une province prussienne, depuis l'époque de l'Empire allemand jusqu'à la fin de l'État libre de Prusse en 1947.

## Histoire
Le haut président d'une province prussienne correspond en fonction et en autorité au rôle alloué au responsable d'un Kronland autrichien (de). Aux XVIIe et XVIIIe siècles, ils étaient nommés par les princes-électeurs ou par le roi de Prusse, et n'étaient responsables que devant lui.
À partir de 1808 (ou de 1815), le haut président devient le chef de l'administration provinciale. Toutefois, il n'est pas le superviseur des présidents de districts ; ceux-ci sont sous les ordres directs du Ministère prussien de l'intérieur à Berlin. Le haut président avait le droit de prendre renseignement sur n'importe quel sujet auprès des présidents de districts, et il pouvait décider seul de les attaquer en cas de problème.
Le poste fut maintenu lorsque la monarchie prussienne fut dissoute, et que l'État libre de Prusse prit place au sein de la République de Weimar.
Sous le Troisième Reich, le pouvoir des hauts présidents fut étendu, tout en entrant souvent en conflit avec celui des Gauleiter nommés par Hitler. Ils étaient dès lors responsables des intérêts du Reich au niveau des provinces de Prusse, dans des proportions comparables à celles des Reichsstatthalter dans les autres États de l'Allemagne fédérale. La dualité entre haut président et présidents de districts fut maintenue jusqu'à l'issue de la Seconde Guerre mondiale.

## Siège des hauts présidents prussiens
Les hauts présidents prussiens avaient leurs sièges dans les capitales de provinces, comme présenté dans le tableau suivant.
| Ville                                                                       | Province prussienne                                                                                  |
| --------------------------------------------------------------------------- | --- |
| Berlin-Charlottenburg                                                       | Province de Brandebourg, appelée Marche du Brandebourg Mark Brandeburg à compter de 1939 (1918-1945) |
| Breslau                                                                     | Province de Silésie (1815-1919, 1838-1941) Basse-Silésie (1919-1938, 1941-1945)                      |
| Danzig                                                                      | Province de Prusse-Occidentale (1815-1824, 1878-1920)                                                |
| Halle                                                                       | Province de Halle-Mersebourg (1944-1945)                                                             |
| Hanovre                                                                     | Province de Hanovre (1866-1945)                                                                      |
| Cassel                                                                      | Province de Hesse-Nassau (1866-1944) Province de Hesse-Électorale Kurhessen (1944-1945)              |
| Katowice                                                                    | Haute-Silésie (1941-1945)                                                                            |
| Kiel                                                                        | Province du Schleswig-Holstein (1866-1879, 1917-1945)                                                |
| Coblence                                                                    | Province du grand-duché du Bas-Rhin (1815/1816-1824) Province de Rhénanie (1824-1945)                |
| Cologne                                                                     | Province de Juliers-Clèves-Berg (1815/1816-1824)                                                     |
| Königsberg                                                                  | Province de Prusse / Province de Prusse-Orientale (1815-1945)                                        |
| Magdebourg                                                                  | Province de Saxe (1815-1944) Province de Magdebourg (1944-1945)                                      |
| Minden                                                                      | Province de Westphalie (1815 ?)                                                                      |
| Münster                                                                     | Province de Westphalie (1815-1945)                                                                   |
| Oppeln                                                                      | Haute-Silésie (1919-1938)                                                                            |
| Posen                                                                       | Province de Posnanie (1815-1920)                                                                     |
| Potsdam                                                                     | Province de Brandebourg (1815-1918)                                                                  |
| Schleswig                                                                   | Province du Schleswig-Holstein (1879-1917)                                                           |
| Sigmaringen (le président de district exerce la fonction de haut président) | Province de Hohenzollern (1850-1945)                                                                 |
| Schneidemühl                                                                | Province ou Marche de Posnanie-Prusse-Occidentale (1922-1938)                                        |
| Stettin                                                                     | Province de Poméranie (1815-1945)                                                                    |
| Wiesbaden                                                                   | Province de Nassau (1944-1945)                                                                       |